# Sofia Aleksejevna

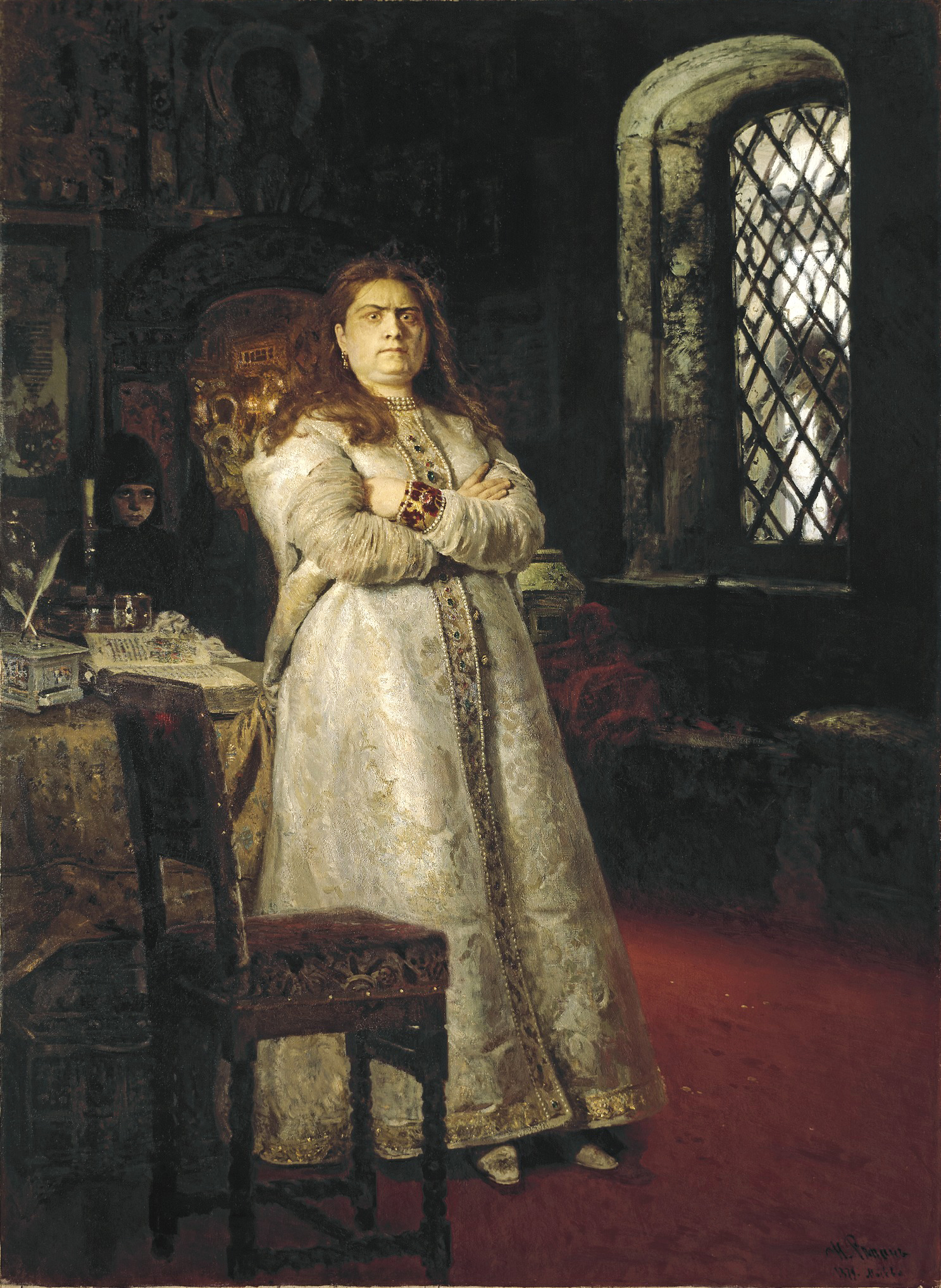
Sofia Aleksejevna i Novodevitjijklostret, porträtterad av Ilja Repin 1879.

Sofia Aleksejevna (ryska: Царевна Софья Алексеевна), född 17 september 1657, död 3 juli 1704, var en rysk regent och prinsessa (tsarevna). Hon var Rysslands regent från 1682 till 1689 som förmyndare för sina två bröder, de samregerande tsarerna Peter den store och Ivan V av Ryssland. 

## Biografi

### Bakgrund
Sofia Aleksejevna var dotter till tsar Aleksej Michajlovitj och dennes första maka Maria Miloslavskaya. Hon var äldre syster till tsar Ivan V och halvsyster till Peter den store. 
Sofia fick en traditionell uppfostran i enlighet med den roll som anvisades kvinnliga medlemmar i den dåvarande ryska kulturen, där de levde i särskilda kvinnogemak, terem, sällan framträdde offentligt och bar slöja då de lämnade hemmet. Hon fick dock sin undervisning av Simeon Polotsky, samma pedagog som undervisade hennes bror tronföljaren. 
Hennes far dog år 1676, och hennes äldste bror Fjodor III blev tsar. Fjodor var mycket sjuklig och förväntades inte leva länge eller lämna barn efter sig, och hans närmaste bror Ivan var psykiskt sjuk. Det var därför deras yngste bror Peter som förväntades bli den verklige efterträdaren. Sofia ska ha försökt hindra fadern från att utse Peter till Fjodors efterträdare. Under Fjodors regeringstid ska Sofia ha agerat som hans rådgivare bakom scenen och i hemlighet byggt upp ett starkt kontaktnät för att trygga en egen maktbas. 

### Maktövertagande
När Fjodor III avled 1682, efterträddes han av sin yngsta bror, den omyndige Peter, i stället för sin äldre bror Ivan, som var svagsint. Det blev därför Peters mor, Sofias styvmor, som blev Rysslands regent i egenskap av Peters förmyndare. I samband med Fjodors begravning tog Sofia steget ut i det offentliga livet genom att delta i hans begravning och visa sig offentligt, något som ställde till en skandal eftersom den moskovitiska adelns kvinnliga medlemmar inte förväntades visa sig utanför kvinnogemaken. 
Sofia protesterade mot att Fjodors äldre bror, Ivan, hade hoppats över i successionen till förmån för hennes omyndiga halvbror Peter, och föreslog att Ivan skulle inkluderas som Peters medregent, men förslaget avböjdes på grund av att Ivan var svagsint. Hovet behärskades vid denna tid av två adliga partier som bestod av hennes mors och styvmors släkt, Miloslavkij och Narysjkin. Sofia allierade sig med Miloslavskij-partiet och arrangerade med stöd av det en statskupp med hjälp av streltserupproret 1682. Hon avsatte då Peters förmyndarregering, lät kröna Ivan till Peters medregent och tog sedan själv över makten som deras förmyndare och regent.

### Regeringstid
Under hennes regentskap var Vasilij Golitsyn hennes gunstling, älskare och utrikesminister. Som regent beskrivs hon som kraftfull och hård, och ska inte ha tvekat att använda sig av våldsåtgärder. Sofia förbättrade villkoren för landsbygdens icke livegna bybor, mildrade straffen för förrymda livegna, gynnade den västerländska kolonins villkor i Moskva och grundade den Slavisk-grekisk-latinska akademin. Hon slöt ett fredstraktat med Polen 1686 och ett med Kina 1689. Hennes regeringstid är också ihågkommen för kampanjerna mot Krimkhanatet 1687 och 1689. 
Hennes ställning underminerades från 1688, då Peter hade gift sig och börjat bli vuxen nog att kunna regera, och Ivan endast hade fått en dotter, samtidigt som det rådde missnöje över hennes senaste kampanj mot Krim. Narysjkin-partiet begärde 1689 att hon skulle avsluta förmyndarregeringen eftersom Peter inte längre var ett barn. Sofia och hennes anhängare försökte få streltsernas stöd att kröna henne till monark och regerande tsaritsa, men den större delen av dem anslöt sig då i stället till Peter. Därmed hade hon förlorat stödet för sin regering.

### Senare liv
Sofia avsattes i en statskupp år 1689. Sofia tvingades då att bosätta sig i Novodevitjijklostret, där hon tillbringade resten av sitt liv. Hon var först endast gäst i klostret. 
År 1698 gjorde streltserna uppror med målet att sätta henne på tronen i streltserupproret 1698, men misslyckades. Efter detta tvingades hon avlägga klosterlöftena, och även de övriga nunnorna förbjöds att träffa henne utom under påsken.